# Macabre (Band)
Macabre ist eine Death-Metal-Band aus Chicago (USA), die ihren Musikstil selbst als „Murder Metal“ bezeichnet.

## Bandgeschichte
Die Band wurde im August 1985 in Chicago von „Corporate Death“ (Gesang, Gitarre), „Nefarious“ (Bass, Gesang) und „Dennis the Menace“ (Schlagzeug) gegründet. Die Besetzung wurde seitdem nicht verändert und laut Aussage der Band werde es solche Änderungen auch nie geben. Die meisten Songs thematisieren mit viel schwarzem Humor reale Serien- und Massenmörder, unter anderem veröffentlichten sie 2000 ein Konzeptalbum über Jeffrey Dahmer.
Neben den meist US-amerikanischen Serienkillern werden auch recht häufig Deutsche als Vorlage genommen, wie etwa Fritz Haarmann, Peter Kürten, Joachim Kroll, Armin Meiwes oder Peter Stump. „Macabre“ spielten neben diversen US- und Europa-Tourneen auch 2002 auf dem Wacken Open Air und 2003, 2008 und 2022 auf dem Obscene Extreme. 2006 erschien ihre erste DVD True Tales of Slaughter and Slaying mit einer Aufzeichnung eines Konzerts in Dordrecht.

## Diskografie
- Live in Hell (Demo, 1987)
- Grim Reality (1987)
- Shit List (7", 1987)
- Gloom (1989, Wiederveröffentlichung 1998)
- Nightstalker (7", 1993)
- Sinister Slaughter (1993)
- Behind the Walls of Sleep (EP, 1994)
- Unabomber (EP, 1999)
- Split mit Capitalist Casualties (2000)
- Dahmer (2000)
- Drill Bit Lobotomy (7", 2003)
- Murder Metal (2003)
- True Tales of Slaughter and Slaying (DVD, 2006)
- Human Monsters (EP, 2010)
- Grim Scary Tales (2011)
- Carnival of Killers (2020)

## Nebenprojekte
Als „Macabre Minstrels“ veröffentlichten „Corporate Death“ und Nefarious 2002 das Akustikalbum Morbid Campfire Songs.